# Krzysztof Misiurkiewicz
Krzysztof Misiurkiewicz (ur. 8 października 1941 w Warszawie, zm. 3 maja 2010 w Katowicach) – polski aktor teatralny i filmowy, wykładowca akademicki.
Debiutował w 1966 po ukończeniu PWST w Krakowie. Związany był z Teatrem Śląskim im. Wyspiańskiego w Katowicach - występował również w teatrach w Bielsku-Białej, Częstochowie, Sosnowcu i Zabrzu. Przez wiele lat był nauczycielem wymowy w katowickiej Akademii Muzycznej. Zmarł 3 maja 2010 po ciężkiej chorobie.

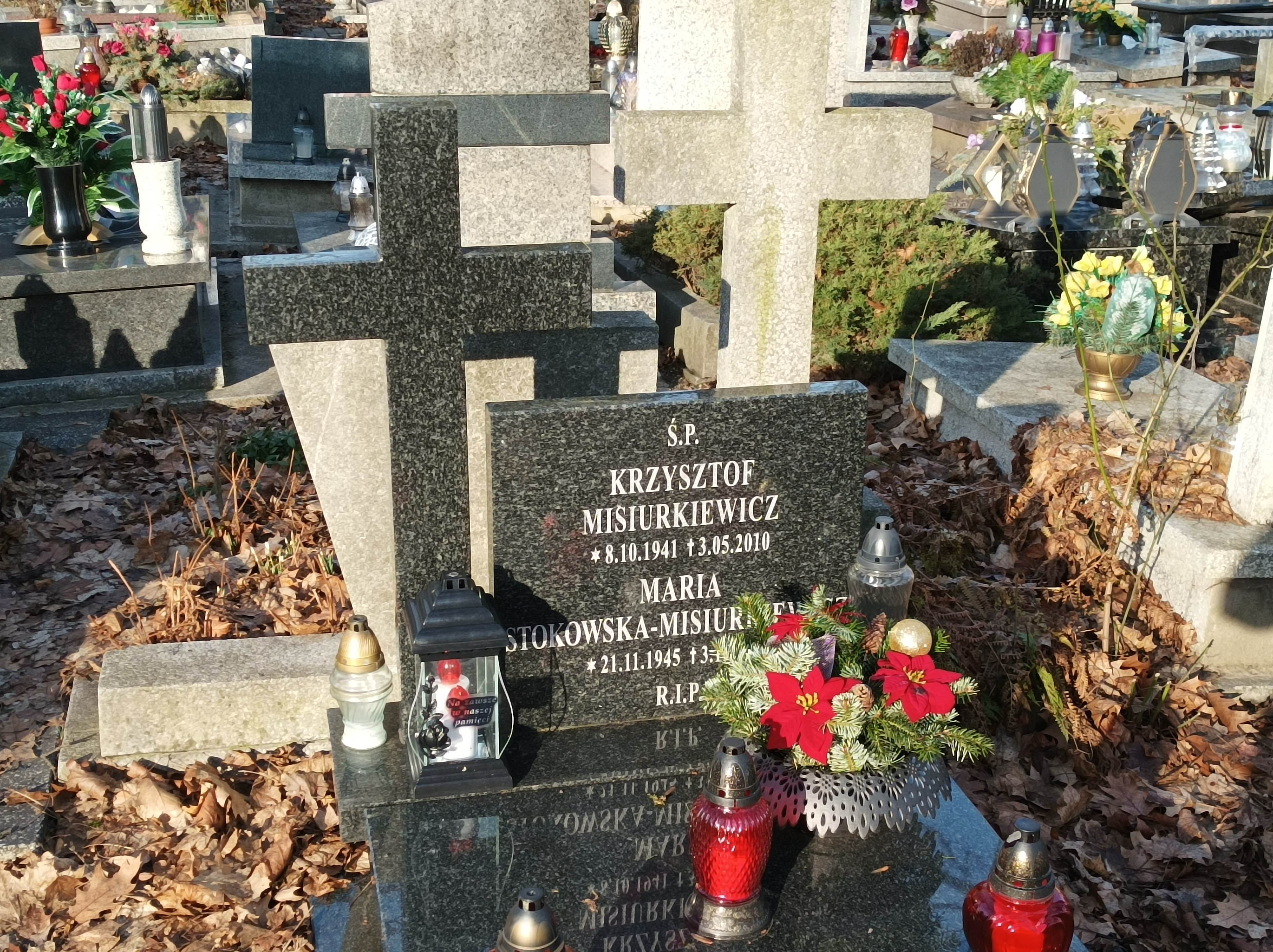
Grób Krzysztofa Misiurkiewicza na cmentarzu przy ul. Francuskiej w Katowicach

## Wybrana filmografia
- 1982 – Blisko, coraz bliżej (odc. 5 i 10)
- 1982 – Witajcie w domu
- 1982 – Wszystko dla syna
- 1984 – Sprawa osobista
- 2001 – Angelus jako pułkownik
- 2008 – Święta wojna jako profesor (odc. 321)
- 2008 – Mamut